# Unterfunktor
Unterfunktoren werden im mathematischen Teilgebiet der Kategorientheorie definiert. Ein mengenwertiger Funktor ist Unterfunktor eines anderen, wenn zwischen den Bildern der Objekte eine Teilmengenbeziehung besteht und zwischen den Bildern der Morphismen eine zugehörige Einschränkungsbeziehung.

## Definition
Es seien {\displaystyle {\mathcal {C}}} eine Kategorie und {\displaystyle F,G\colon {\mathcal {C}}\rightarrow {\mathcal {Set}}} zwei Funktoren in die Kategorie der Mengen, beide kovariant oder kontravariant. {\displaystyle G} heißt Unterfunktor von {\displaystyle F}, falls 
- für alle Objekte {\displaystyle C} aus {\displaystyle {\mathcal {C}}} gilt {\displaystyle G(C)\subset F(C)} und
- für alle Morphismen {\displaystyle f:C\rightarrow D} in {\displaystyle {\mathcal {C}}} ist {\displaystyle G(f)=F(f)|_{G(C)}} (bzw. {\displaystyle G(f)=F(f)|_{G(D)}} im kontravarianten Fall).

Dabei steht der senkrechte Strich für die Einschränkung der Abbildung auf die genannte Menge.
In diesem Fall verwendet man die Schreibweise {\displaystyle G\subset F}.

## Beispiele
- Sei {\displaystyle {\mathcal {Grp}}} die Kategorie der Gruppen und {\displaystyle K:{\mathcal {Grp}}\rightarrow {\mathcal {Grp}}} der Funktor, der jede Gruppe {\displaystyle G} auf die Kommutatorgruppe {\displaystyle K(G):=\langle [G,G]\rangle } abbildet und jeden Gruppenhomomorphismus auf die Einschränkung auf die Kommutatorgruppe. Da Gruppenhomomorphismen Kommutatoren wieder auf Kommutatoren abbilden, erhält man so einen Funktor. Schließlich sei {\displaystyle V:{\mathcal {Grp}}\rightarrow {\mathcal {Set}}} der Vergissfunktor. Dann ist {\displaystyle V\circ K\subset V}.
- Die durch Siebe definierten Funktoren sind genau die Unterfunktoren des kontravarianten Hom-Funktors.[2][3]

## Unterfunktoren von Prägarben
Ist {\displaystyle {\mathcal {C}}} eine kleine Kategorie, so nennt man einen Funktor {\displaystyle {\mathcal {C}}^{op}\rightarrow {\mathcal {Set}}} von der dualen Kategorie in die Kategorie der Mengen eine Prägarbe. Die Funktorkategorie der Prägarben mit den natürlichen Transformationen als Morphismen wird mit {\displaystyle {\hat {\mathcal {C}}}} oder {\displaystyle {\mathcal {Set}}^{{\mathcal {C}}^{op}}} bezeichnet. 
Unterobjekte einer Prägarbe {\displaystyle F} sind definitionsgemäß Äquivalenzklassen von Monomorphismen {\displaystyle G\rightarrow F}. Man kann zeigen, dass jedes Unterobjekt in {\displaystyle {\hat {\mathcal {C}}}} durch einen Unterfunktor repräsentiert wird. Das heißt, dass in jeder dieser Äquivalenzklassen auch ein Unterfunktor liegt.